# Supercopa da Espanha
A Supertaça de Espanha (em espanhol Supercopa de España) é uma competição de futebol realizada desde 1982, em que reunia  apenas o campeão da Liga Espanhola e o campeão da Taça do Rei. Desde 2019, a competição inclui os vices-campeões dessas competições.
A competição é realizada no final de agosto, em sistema de ida e volta, sendo a primeira partida na casa do campeão da Taça do Rei e a volta na casa do campeão da Liga Espanhola. Quando um clube vence os dois torneios classificatórios para a Supercopa, o título é disputado contra o vice-campeão da Taça do Rei.
Ocorreu de um clube vencer o Campeonato Espanhol e a Taça do Rei em 6 ocasiões, em 1984, 1989, 1996, 1998, 2015 e em 2018. Em 1984 e em 1989, os vencedores da Supertaça foram Athletic de Bilbao e Real Madrid respectivamente, mas o regulamento era diferente, e por terem vencido o Campeonato Espanhol e Taça do Rei de Espanha, conquistaram a Supertaça de Espanha sem disputá-la.
Já em 1996 e em 1998, o regulamento já havia mudado e era seguido como atualmente, portanto os vencedores da Liga Espanhola e da Copa do Rei daqueles anos, Atlético de Madrid e FC Barcelona respectivamente, tiveram de disputar a Supertaça contra o vice-campeão da Taça do Rei, e na ocasião, os dois clubes acabaram sendo derrotados na Supertaça da Espanha para o vice-campeão da Taça do Rei, que foram FC Barcelona em 1996 e RCD Mallorca em 1998.
Nos anos de 1986 e 1987, a Supertaça não foi disputada, pois os envolvidos acabaram não entrando em um acordo sobre as datas dos jogos. Em 1986 o campeão da Liga foi o Real Madrid e o da Taça foi o Real Zaragoza. Em 1987, novamente o Real Madrid conquistou a Liga Espanhola e a Real Sociedad foi a equipe vencedora da Taça do Rei da Espanha. Em 2015 o campeão dos dois campeonatos classificatórios foi o FC Barcelona. A decisão começou em 14 de agosto, contra o Athletic de Bilbao, vice-campeão da Taça Do Rei, com a realização da primeira partida, que terminou com a vitória do Athletic por 4 a 0.
Em 2018 a Supertaça foi disputada em jogo único, no Marrocos, após acordo conturbado entre Barcelona (campeão da liga e da Copa do Rei) e Sevilla (vice campeão da Copa do Rei).
A partir de 2019, o torneio começou a ser disputado entre 4 equipas: campeão e vice-campeão da La Liga, além do campeão e vice-campeão da Taça do Rei. As equipas jogam uma semifinal de jogo único e os dois vencedores enfrentam-se na final, também em jogo único.
Lionel Messi é o maior marcador da competição.

## Campeões do Torneio

### Formato de quatro equipes
| Ano  | Campeão       | Final         | Vice-campeão       | 3º lugar           | 4º lugar    |
| 2026 | -             | –             | -                  | -                  | -           |
| 2025 | Barcelona     | 5 – 2         | Real Madrid        | Athletic Club      | Mallorca    |
| 2024 | Real Madrid   | 4 – 1         | FC Barcelona       | Atlético de Madrid | Osasuna     |
| 2023 | Barcelona     | 3 – 1         | Real Madrid        | Real Betis         | Valencia    |
| 2022 | Real Madrid   | 2 – 0         | Athletic Club      | Atlético de Madrid | Barcelona   |
| 2021 | Athletic Club | 3 – 2 (pro)   | Barcelona          | Real Sociedad      | Real Madrid |
| 2020 | Real Madrid   | (4) 0 – 0 (1) | Atlético de Madrid | Barcelona          | Valencia    |

### Formato de duas equipes
| Ano  | Campeão            | Vice-campeão       | 1º Jogo | 2º Jogo | Agregado |
| 2018 | Barcelona          | Sevilla            | 2 – 1   | –       | 2 – 1    |
| 2017 | Real Madrid        | Barcelona          | 1 – 3   | 2 – 0   | 5 – 1    |
| 2016 | Barcelona          | Sevilla            | 0 – 2   | 3 – 0   | 5 – 0    |
| 2015 | Athletic Club      | Barcelona          | 4 – 0   | 1 – 1   | 5 – 1    |
| 2014 | Atlético de Madrid | Real Madrid        | 1 – 1   | 1 – 0   | 2 – 1    |
| 2013 | Barcelona          | Atlético de Madrid | 1 – 1   | 0 – 0   | 1 – 1    |
| 2012 | Real Madrid        | Barcelona          | 3 – 2   | 2 – 1   | 4 – 4    |
| 2011 | Barcelona          | Real Madrid        | 2 – 2   | 3 – 2   | 5 – 4    |
| 2010 | Barcelona          | Sevilla            | 3 – 1   | 4 – 0   | 5 – 3    |
| 2009 | Barcelona          | Athletic Club      | 1 – 2   | 3 – 0   | 5 – 1    |
| 2008 | Real Madrid        | Valencia           | 3 – 2   | 4 – 2   | 6 – 5    |
| 2007 | Sevilla            | Real Madrid        | 1 – 0   | 3 – 5   | 6 – 3    |
| 2006 | Barcelona          | Espanyol           | 0 – 1   | 3 – 0   | 4 – 0    |
| 2005 | Barcelona          | Betis              | 0 – 3   | 1 – 2   | 4 – 2    |
| 2004 | Zaragoza           | Valencia           | 1 – 0   | 1 – 3   | 4 – 1    |
| 2003 | Real Madrid        | Mallorca           | 2 – 1   | 3 – 0   | 4 – 2    |
| 2002 | La Coruña          | Valencia           | 3 – 0   | 0 – 1   | 4 – 0    |
| 2001 | Real Madrid        | Zaragoza           | 1 – 1   | 3 – 0   | 4 – 1    |
| 2000 | La Coruña          | Espanyol           | 0 – 0   | 2 – 0   | 2 – 0    |
| 1999 | Valencia           | Barcelona          | 1 – 0   | 3 – 3   | 4 – 3    |
| 1998 | Mallorca           | Barcelona          | 2 – 1   | 1 – 0   | 2 – 2    |
| 1997 | Real Madrid        | Barcelona          | 1 – 2   | 4 – 1   | 5 – 3    |
| 1996 | Barcelona          | Atlético de Madrid | 5 – 2   | 1 – 3   | 6 – 5    |
| 1995 | La Coruña          | Real Madrid        | 3 – 0   | 2 – 1   | 4 – 2    |
| 1994 | Barcelona          | Zaragoza           | 0 – 2   | 4 – 5   | 6 – 5    |
| 1993 | Real Madrid        | Barcelona          | 3 – 1   | 1 – 1   | 4 – 2    |
| 1992 | Barcelona          | Atlético de Madrid | 3 – 1   | 1 – 2   | 5 – 2    |
| 1991 | Barcelona          | Atlético de Madrid | 0 – 1   | 1 – 1   | 2 – 1    |
| 1990 | Real Madrid        | Barcelona          | 0 – 1   | 4 – 1   | 5 – 1    |
| 1989 | Real Madrid        | –                  | –       | –       | –        |
| 1988 | Real Madrid        | Barcelona          | 2 – 0   | 1 – 2   | 4 – 1    |
| 1985 | Atlético de Madrid | Barcelona          | 3 – 1   | 0 – 1   | 4 – 1    |
| 1984 | Athletic Club      | –                  | –       | –       | –        |
| 1983 | Barcelona          | Athletic Club      | 3 – 1   | 0 – 1   | 4 – 1    |
| 1982 | Real Sociedad      | Real Madrid        | 1 – 0   | 4 – 0   | 4 – 1    |

### Por clube
| Clube               | Campeão | Vice-campeão | Anos em que foi campeão                                                                        | Anos em que foi vice-campeão                                                 |
| Barcelona           | 15      | 12           | 1983, 1991, 1992, 1994, 1996, 2005, 2006, 2009, 2010, 2011, 2013, 2016, 2018, 2022–23, 2024–25 | 1985, 1988, 1990, 1993, 1997, 1998, 1999, 2012, 2015, 2017, 2020–21, 2023–24 |
| Real Madrid         | 13      | 7            | 1988, 1989, 1990, 1993, 1997, 2001, 2003, 2008, 2012, 2017, 2019–20, 2021–22, 2023–24          | 1982, 1995, 2007, 2011, 2014, 2022–23, 2024–25                               |
| Deportivo La Coruña | 3       | 0            | 1995, 2000, 2002                                                                               | –                                                                            |
| Athletic Bilbao     | 3       | 3            | 1984, 2015, 2020–21                                                                            | 1983, 2009, 2021–22                                                          |
| Atlético de Madrid  | 2       | 5            | 1985, 2014                                                                                     | 1991, 1992, 1996, 2013, 2019–20                                              |
| Valencia            | 1       | 3            | 1999                                                                                           | 2002, 2004, 2008                                                             |
| Zaragoza            | 1       | 2            | 2004                                                                                           | 1994, 2001                                                                   |
| Sevilla             | 1       | 3            | 2007                                                                                           | 2010, 2016, 2018                                                             |
| Mallorca            | 1       | 1            | 1998                                                                                           | 2003                                                                         |
| Real Sociedad       | 1       | 0            | 1982                                                                                           | –                                                                            |
| Espanyol            | 0       | 2            | –                                                                                              | 2000, 2006                                                                   |
| Betis               | 0       | 1            | –                                                                                              | 2005                                                                         |

### Por cidade
| Cidade           | Títulos | Equipes                                  |
| Madrid           | 15      | Real Madrid (13), Atletico de Madrid (2) |
| Barcelona        | 15      | Barcelona (15)                           |
| Corunha          | 3       | Deportivo La Coruña (3)                  |
| Bilbau           | 3       | Athletic Bilbao (3)                      |
| Valência         | 1       | Valencia (1)                             |
| Saragoça         | 1       | Zaragoza (1)                             |
| Sevilha          | 1       | Sevilla (1)                              |
| Palma de Maiorca | 1       | Mallorca (1)                             |
| San Sebastián    | 1       | Real Sociedad (1)                        |

### Por província
| Província | Títulos | Clubes                                   |
| Madrid    | 15      | Real Madrid (13), Atlético de Madrid (2) |
| Barcelona | 15      | Barcelona (15)                           |
| Corunha   | 3       | Deportivo La Coruña (3)                  |
| Biscaia   | 3       | Athletic Bilbao (3)                      |
| Valência  | 1       | Valencia (1)                             |
| Saragoça  | 1       | Zaragoza (1)                             |
| Sevilha   | 1       | Sevilla (1)                              |
| Baleares  | 1       | Mallorca (1)                             |
| Guipúscoa | 1       | Real Sociedad (1)                        |